# Busch Clash at The Coliseum
El Advance Auto Parts Clash, Clash de Daytona o Shootout de Daytona es una carrera de automovilismo que se realiza en Estados Unidos desde 1979. Es una fecha no puntuable de la Copa NASCAR que se realiza a principios de febrero.
Originalmente se realizaba en el Daytona International Speedway, luego de las 24 Horas de Daytona y antes de las 500 Millas de Daytona. La edición 2022 se realizará en el Los Angeles Memorial Coliseum.
La carrera reúne tradicionalmente a los pilotos que lograron pole positions en la temporada anterior. A partir de 2001 se invita además a los ganadores de las ediciones previas de la carrera.

## Historia
La carrera se creó por iniciativa de la empresa de cerveza Busch, por lo que se llamaba oficialmente Busch Clash. En 1998 optó por promocionar su marca Budweiser, por lo que la carrera pasó a llamarse Bud Shootout y luego Budweiser Shootout. Richard Petty se opuso a llevar patrocinio de cerveza en sus automóviles, por lo que corrió la prueba solamente una vez como piloto y los pilotos de su equipo también se ausentaron varios años. En 2013 se convirtió en la Sprint Unlimited, en referencia al patrocinador titular del campeonato, Sprint Nextel. En 2017 pasó a denominarse Advance Auto Parts Clash.
La carrera fue transmitida por la cadena de televisión CBS desde 1979 hasta 2000. Luego alternó entre Fox y TNT entre 2001 y 2006, en tanto que Fox siguió emitiendo la carrera hasta 2013. En 2014 la prueba pasó a Fox Sports 1.

## Formato de carrera
Originalmente, la carrera duraba solamente 50 millas. Entre 1991 y 1997, la carrera se dividió en dos segmentos de 25 millas, y el segundo segmento tenía grilla invertida. En 1998 la carrera pasó a ser de 62,5 millas y añadió una parada en boxes obligatoria para cambiar dos ruedas; además hubo una carrera clasificatoria cuyo ganador avanzaba a la final. En 2001 la carrera pasó a ser de 175 millas y se eliminó la carrera clasificatoria. En 2003 la carrera se dividió en dos segmentos, y en 2009 la carrera se alargó a 187,5 millas. En 2013, la carrera se dividió en tres segmentos, con una parada obligatoria en la primera pausa. En 2015, la carrera pasó a dos segmentos, incluyendo una parada a pits obligatoria en la vuelta 25 en cada uno de los dos segmentos.
En 2009 se cambió el criterio de participantes del Shootout de Daytona, al invitar a los cuatro mejores pilotos de cada marca más un piloto adicional por marca. En 2010 y 2011 se invitaron a los doce pilotos de la Caza por la Copa del año anterior, los campeones de la Copa NASCAR y los ganadores anteriores de Daytona. En 2012 participaron los 25 mejores pilotos de la temporada 2012. En 2013 y 2014, participaron nuevamente los pilotos que lograron pole positions la temporada anterior. Desde 2015, participan los 16 pilotos de la Caza por la Copa del año anterior, los pilotos que lograron pole positions el año anterior, los ganadores del Shootout, y los ganadores de la pole en las 500 Millas de Daytona.

## Ganadores
El piloto con más victorias en el Clash de Daytona es Dale Earnhardt con seis. Por su parte, cuatro pilotos ganaron tres veces: Dale Jarrett, Tony Stewart, Kevin Harvick y Denny Hamlin.
| Año  | Piloto             | Equipo            | Marca      |
| ---- | ------------------ | ----------------- | ---------- |
| 1979 | Buddy Baker        | Ranier-Lundy      | Oldsmobile |
| 1980 | Dale Earnhardt     | Osterlund         | Oldsmobile |
| 1981 | Darrell Waltrip    | Johnson           | Buick      |
| 1982 | Bobby Allison      | DiGard            | Buick      |
| 1983 | Neil Bonnett       | RahMoc            | Chevrolet  |
| 1984 | Neil Bonnett       | Junior Johnson    | Chevrolet  |
| 1985 | Terry Labonte      | Hagan             | Chevrolet  |
| 1986 | Dale Earnhardt     | Richard Childress | Chevrolet  |
| 1987 | Bill Elliott       | Melling           | Ford       |
| 1988 | Dale Earnhardt     | Richard Childress | Chevrolet  |
| 1989 | Ken Schrader       | Hendrick          | Chevrolet  |
| 1990 | Ken Schrader       | Hendrick          | Chevrolet  |
| 1991 | Dale Earnhardt     | Richard Childress | Chevrolet  |
| 1992 | Geoff Bodine       | Bud Moore         | Ford       |
| 1993 | Dale Earnhardt     | Richard Childress | Chevrolet  |
| 1994 | Jeff Gordon        | Hendrick          | Chevrolet  |
| 1995 | Dale Earnhardt     | Richard Childress | Chevrolet  |
| 1996 | Dale Jarrett       | Yates             | Ford       |
| 1997 | Jeff Gordon        | Hendrick          | Chevrolet  |
| 1998 | Rusty Wallace      | Penske            | Ford       |
| 1999 | Mark Martin        | Roush             | Ford       |
| 2000 | Dale Jarrett       | Yates             | Ford       |
| 2001 | Tony Stewart       | Joe Gibbs         | Pontiac    |
| 2002 | Tony Stewart       | Joe Gibbs         | Pontiac    |
| 2003 | Dale Earnhardt Jr. | Earnhardt         | Chevrolet  |
| 2004 | Dale Jarrett       | Yates             | Ford       |
| 2005 | Jimmie Johnson     | Hendrick          | Chevrolet  |
| 2006 | Denny Hamlin       | Joe Gibbs         | Chevrolet  |
| 2007 | Tony Stewart       | Joe Gibbs         | Chevrolet  |
| 2008 | Dale Earnhardt Jr. | Hendrick          | Chevrolet  |
| 2009 | Kevin Harvick      | Richard Childress | Chevrolet  |
| 2010 | Kevin Harvick      | Richard Childress | Chevrolet  |
| 2011 | Kurt Busch         | Penske            | Dodge      |
| 2012 | Kyle Busch         | Joe Gibbs         | Toyota     |
| 2013 | Kevin Harvick      | Richard Childress | Chevrolet  |
| 2014 | Denny Hamlin       | Joe Gibbs         | Toyota     |
| 2015 | Matt Kenseth       | Joe Gibbs         | Toyota     |
| 2016 | Denny Hamlin       | Joe Gibbs         | Toyota     |
| 2017 | Joey Logano        | Penske            | Ford       |
| 2018 | Brad Keselowski    | Penske            | Ford       |
| 2019 | Jimmie Johnson     | Hendrick          | Chevrolet  |
| 2020 | Erik Jones         | Joe Gibbs         | Toyota     |